# 湖南黔蕨
湖南黔蕨（学名：Phanerophlebiopsis hunanensis）为鳞毛蕨科黔蕨属下的一个种。其种加词“hunanensis”意为“湖南的”。